# Commanderie du Mas Deu
La commanderie du Mas Deu (en catalan et traditionnellement la Comanda del Masdéu) se situe dans le département des Pyrénées-Orientales à une quinzaine de kilomètres au sud-ouest de Perpignan sur la commune de Trouillas.

## Historique
Attestée dès 1136[réf. nécessaire], cette commanderie rurale a été fondée dans la paroisse de Villemolaque à la suite de plusieurs donations pieuses, dont celle de Guillaume et Orgollosa de Villemolaque. Ce fut la principale commanderie templière établie dans le diocèse d'Elne et le diocèse de Narbonne, ainsi que la maison-mère du Comté de Roussillon dès 1138. 
Le rôle de cette commanderie était plus d'ordre matériel que militaire, contrairement à celles de la Catalogne lors de la Reconquista. En effet, il s'agissait plus d'un monastère qui cultivait la terre et élevait du bétail pour subvenir aux besoins de l'ordre du Temple en Terre sainte. Elle était le centre de la vie économique rurale, mais aussi centre de la vie religieuse pour les frères et leurs familiers, avec son église dédiée à Sainte Marie et son cimetière.
Lors de la croisade contre les Albigeois, les Templiers du Mas-Deu avaient d'amicales relations avec les seigneurs cathares de la région. Ils en ont même recueillis certains, dont Pons du Vernet et le Vicomte Pierre de Fenouillet (qui combattit Simon de Montfort).
En 1262, Jacques Ier d'Aragon dit « le Conquérant », partage les héritages de ses fils : le Roussillon est ainsi destiné à son second fils, Jacques II de Majorque, et à la mort du Conquérant en 1276, le Comté est intégré au Royaume de Majorque. Celui-ci devint vassal de la couronne d'Aragon, par le traité d'Anagni de 1298.
Lors de l'arrestation des Templiers ordonnées en France par Philippe le Bel en 1307, on recense dans la commanderie vingt-six Templiers dont quatre chevaliers, quatre chapelains et dix-huit frères-sergents. Mais celle-ci n'est pas immédiatement concernée par cet ordre, car hors juridiction française. Les Templiers du Mas Deu eurent ainsi le temps d'organiser leur révolte, et se réfugièrent au Château de Miravet, possession templière en Aragon. Ils s'enfermèrent dans la forteresse en se mettant sous la protection de Raymond de Guardia (ou Raymond Saguàrdia), commandeur du Mas Deu. Ils résistèrent aux troupes royales jusqu'en décembre 1308, avant d'être arrêtés. Le commandeur Raymond de Guardia fut alors jugé et finalement acquitté. Il se retira au Mas Deu. Il ne tomba pas dans l'oubli puisqu'on le voit encore, selon Muntaner, envoyé par la reine mère de Majorque en décembre 1315, pour aller à la rencontre de son petit-fils, Jacques II de Majorque, qui rentrait de Sicile et le ramener à Perpignan. 
Le pape Clément V, déclare l'Ordre éteint le 3 avril 1312, et ordonne de faire comparaître tous les Templiers des provinces, et de les faire juger par des conciles provinciaux. S'ils sont absous, on pourra leur donner une pension prise sur les biens de l'Ordre. En Catalogne le mot de la fin est donné par l'archevêque de Tarragone, Guillem de Rocabertí, qui prononce, le 4 novembre 1312, l'innocence de tous les Templiers catalans. L'Église se préoccupe de leur sort et conseille de les accueillir dans des couvents. Ainsi nous connaissons le détail des sommes attribuées à chacun d'eux, les chevaliers, au nombre de quatre, mais également les non-nobles et les frères servants. Raymond Saguàrdia absous, réside au Mas Deu avec une pension viagère dès octobre 1313. Les autres nobles du Mas Deu rejoignent leurs familles respectives, comme Berenguer de Coll qui s'en retournera vivre dans la vallée de Prats de Mollo, dont il est originaire, et où l'on retrouve sa trace jusqu'en 1350. Ils sont peu à peu rejoints par d'autres frères originaires du Roussillon. Le dernier survivant des Templiers roussillonnais est le frère Berenguer De Coll, qui vivait encore dans la vallée de Prats de Mollo en 1350, année où un membre de sa famille, Tristan, avait encore procuration pour venir toucher sa pension en son nom.

## Possessions
Elle était de forme quadrangulaire, entourée de rempart d'une hauteur pouvant atteindre cinq mètres et renforcée par quatre tours carrées à chaque angle. On peut encore apercevoir de nos jours la tour nord-ouest.
En plus des bâtiments conventuels, on pourra noter une église du XIIe siècle, ainsi qu'un four banal.
Elle avait en sa possession onze commanderies de taille inférieure, deux seigneuries et de nombreuses terres,:
- Maisons du Temple :
  - Argelès-sur-Mer
  - Bages
  - Corbos (Sournia, lieu-dit « Courbous ») et Centernach (Saint-Arnac) en Fenouillèdes
  - Le Mas de la Garrigue, situé à proximité du Réart[5]. L'actuel « Mas Delfau » selon Rodrigue Tréton[6] qui se trouve à l’extrême sud-est de la commune de Perpignan[N 1]
  - Orla[8] à la suite d'un achat tardif à la famille d'Oms en 1271
  - Palau-del-Vidre à la suite de la donation du comte Girard en 1172
  - Perpignan
  - Prugnanes en Fenouillèdes
  - Saint-Hippolyte au début du XIIIe siècle
  - Villeneuve-de-la-Raho

- Seigneuries :
  - Nyls et Terrats

### Les revenus de la commanderie
Ils provenaient en premier lieu de la terre et de l'élevage. Cependant, l'exploitation agricole primera sur l'élevage qui sera rejeté dans les zones montagneuses et excentrées du Vallespir. La plus grande partie des revenus provenaient de l'exploitation directe des réserves seigneuriales conséquentes surtout autour du Mas Deu, de Perpignan (Mailloles), du Mas de la Garrigue, de Palau-del-Vidre, de Saint-Hippolyte, de Bages et d'Orle. Les Templiers roussillonnais ont ainsi développé la vigne par une politique volontariste de baux à comptant en particulier à Mailloles.
Soucieux de dégager des capitaux visant à appuyer la sainte croisade en Orient, les Templiers du Mas Deu prélevaient des droits sur le marché de Perpignan, ont mis en place des points de vente sur le marché perpignanais (étals et boutiques), ont fondé des fabriques, en particulier des tanneries et des ateliers de confection de cuir, des moulins situés en bordure de rivière à Mailloles, Nyls, Nidolères et Saint-Arnac, avaient le monopole des fours à pain de Perpignan, des droits sur la pêche à Salses et sur les salines de Torreilles et d'Alénya, possédaient une tuilerie située au-delà de la porte de Mailloles. Ils procédaient également à l'exemption de tous droits pour le vin exporté à Collioure et tenaient des revenus tirés de l'immobilier perpignanais. L'essentiel de ces revenus sont mentionnés dans le terrier de 1264. Ce dernier ne fait cependant pas état des revenus tirés de l'élevage et d'éventuels bénéfices dans le domaine judiciaire. Nous savons, pour finir, que les Templiers du Mas Deu se sont comportés comme de véritables entrepreneurs dans deux secteurs : la conquête de nouvelles terres et les lotissements.

### Le site du Mas Deu

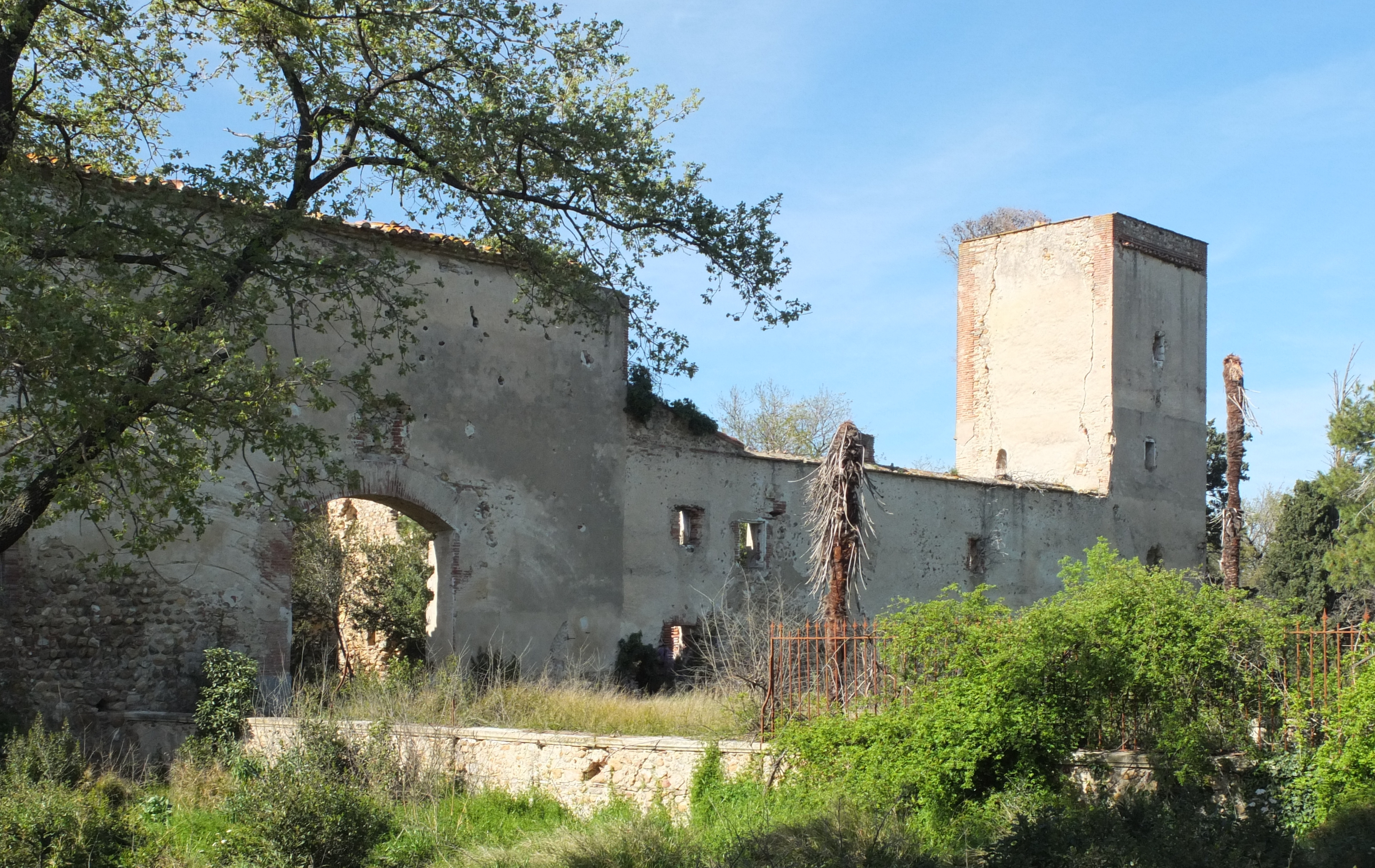
La Commanderie du Mas Deu

De nos jours, la commanderie du Mas Deu est en ruines, à la suite d'une explosion d'un dépôt de munitions allemand en 1944. Il reste peu de choses du bâtiment médiéval. La majorité de l'élévation visible aujourd'hui date du XVIIIe siècle, avec de nombreux éléments du XIXe siècle, lorsque le Mas Deu servit de centre de production vinicole. De la commanderie médiévale à proprement parler, il ne reste que la base des bâtiments du XVIIIe siècle, en pierres arrondies disposées en  arête-de-poisson. Le seul élément médiéval encore entièrement visible est l'église Sainte-Marie. Aujourd'hui, celle-ci est convertie en grange et il reste peu de choses de l'édifice originel. On distingue cependant une nef unique en arc brisé sans ogive, caractéristique de l'art roman tardif roussillonnais (XIIe - XIIIe siècle). On a retrouvé dans l'église plusieurs pierres tombales et sarcophages en marbre blanc (qui ne sont plus sur place maintenant), dont une avec des écritures arabes. La commanderie du Mas Deu est sur une propriété privée et ne peut pas se visiter.

## Les commandeurs du Mas Deu
Une première liste de ces commandeurs a été dressée en 1910 par Joaquín Miret y Sans dans Les Cases dels templers i hospitalers a Catalunya puis une seconde plus étoffée concernant les templiers par Émile-Guillaume Léonard en 1930. Dans une publication plus récente, The Templars in the Corona de Aragón d'Alan John Forey (1973), on trouve les commandeurs de la plupart des commanderies ibériques (dont le Mas Deu faisait partie) mais l'auteur renvoie à la liste de Monsieur Léonard concernant cette commanderie. E.G Léonard faisant état d'une baillie du Mas-Deu (bajulia Templi Mansi Dei, Bajuli forensis Domus Mansi Dei) dite aussi baillie des « maisons du pays de Roussillon » (balliviae Domorum Ruscinonis pagus). Le bailli étant un subalterne du commandeur, au même titre que le sous-commandeur et le chambrier
La liste ci-dessous est établie à partir des chartes relatives au Mas Deu publiées par Rodrigue Tréton en 2010.
| Nom                                                                  | Période              | Commentaires |
| -------------------------------------------------------------------- | -------------------- | --- |
| Arnau de Sant Cebrià (Arnaud de Saint-Cyprien)                       | 1149, 1151/53/55     | Arnaldus de S. Cipriano, Miret y Sans n'indiquait que 1149 |
| Uc Jaufré (Hugues Jaufré, Geoffrey)                                  | 1158-1159            | Hugo Gaufredi, maître en Provence et parties des Espagnes (1163-1166) |
| Hugues Raymond                                                       | 1161-1162            | Hugo Raimundus, maître des maisons du Temple dans l'évêché de Carcassonne et le pays de Razès (1151-1152), commandeur de Narbonne (1152) puis du Ruou (1170) |
| Raymond de Canet                                                     | 1165-1168            | Raimundus de Caneto |
| Bernat « de Castellione »                                            | 1169-1170            | Bernardus de Castellione |
| Raymond de Canet                                                     | 1172-1177, 1180-1181 | Raimundus de Caneto, commandeur de Sainte-Eulalie (1181) maître en Provence et parties des Espagnes (1183-1185) |
| Ramon d'Elna (Raymond d'Elna)                                        | 1182                 | Raimundo de Elna, février 1182, Lieutenant du commandeur avant cette date ?, figure souvent après Raymond de canet comme témoin de cette commanderie depuis 1175, était « simple » frère en décembre 1181 |
| Berenguer Balaguer                                                   | 1182                 | Berengarus Barailler, septembre 1182 |
| Pere d'Aiguaviva (Pierre d'Aigues-Vives)                             | 1182-1184            | Petro de Aqua viva, novembre 1182 à mars 1184 |
| Guillem del Soler (Guillaume de Solers)                              | 1184-1186            | Guilelmus de Solario, mai 1184 à 1186, probablement janvier |
| Pere d'Aiguaviva (Pierre d'Aigues-Vives)                             | 1186                 | Petro de Aqua viva |
| Gali de Montalt                                                      | 1187                 | Gali de Monte alto, apparaît en mars et octobre 1187 |
| Pere de Calonge (Pierre de Colonges)                                 | 1187-1189            | Petro de Colonge, novembre 1187 à avril 1189 Commandeur de Gardeny (1178-1180) Voir ensuite 1194 et 1201. |
| Raymond de Canet                                                     | 1191                 | Raimundo de Caneto, date exacte ignorée |
| Ramon d'Elna (Raymond d'Elna)                                        | 1191                 | Raymundo de Elna, octobre 1191 |
| Pere de Calonge (Pierre de Colonges)                                 | 1194                 | P(etrus) de Colonge, Petro de Colongis, Petro de Colonia, chartes de mars et septembre 1194. Commandeur de Miravet, Tortosa et La Ribera (1196-2000),. Voir aussi les périodes : 1187-1189 et 1201 |
| Gausbert de Serra (Gaucebert de Serra)                               | 1195-1199            | Jausberto de Serra, Gozberto de Serra, apparaît de mars 1195 jusqu'à mai 1199 . Commandeur de Barberà (1181-1190, 1204) et de Huesca (1200) |
| Guillem Amell (Guillaume Amell)                                      | 1199-1200            | Guilelmi Amelli, Guilelmo Amilii, Guilelmo Amelio, mentionné dès septembre 1199. Commandeur de Barberà (1198), Gardeny (1201-1203), Grañena (1203), Barbens (1204) et de Novillas (1206) |
| Pere de Calonge (Pierre de Colonges)                                 | 1201                 | Petro de Colonia, date exacte indéterminée . Commandeur d'Ascó (1202) Voir également les périodes 1187-1189 et 1194. |
| Pere Radulf (Pierre Radulfi)                                         | 1201-1202            | Petro Radulfi, août 1201 à mai 1202 |
| Bernat de Gunyoles (Bernard de Ceguinole)                            | 1202-1204            | Bernardus de Ceguinolis, Ceguinollis, Ceguyniolis, Gunolis, Seguinoles, Suguinolis, attesté de 1202 (pas avant juin) à mai 1204. Commandeur de Ricla/Calatayud (1197) Commandeur d'Alfambra, Castellote et Villel (1197-1200), de Novillas (1202) Commandeur de Miravet, Tortosa et La Ribera (1204-1207) Voir ensuite période 1207-1210 |
| Folc (Folques) de Montpesat (Foulques de Montpezat)                  | 1205-1207            | Fulchoni de Monte Pesato, février 1205 à août 1207 Commandeur de Jalès (1201-1202, 1204, 1207-1214, 1218), de Pézenas (1213, 1218-1219) Commandeur de Saint-Barthélemy du Puy (Le Puy-en-Velay) (1210), Maître de Provence et parties des Espagnes (1224-1227). |
| Bernat de Gunyoles (Bernard de Ceguinole)                            | 1207-1210            | Bernardus de Ceguinolis, Seguinolis, Soguinolis, Sugonoles, Suguinolis, Suguynolis, août 1207 à mai 1210. Voir période précédente 1202-1204 |
| Guillem de Mont-rodon (Guillaume de Montredon)                       | 1211-1212            | Guilelmus de Monte Rotundo, octobre 1211 à avril 1212 Commandeur de Huesca (1204-1206), de Gardeny (1206-1212), Problème de chevauchement de date entre la fin de Gardeny (février 1212 selon A.J Forey) et le début au Mas Deu (octobre 1211 selon R. Tréton) Maître de Provence et parties des Espagnes (1214-1218) ou (1213-1217), période pendant laquelle il fut tuteur de Jacques Ier d'Aragon. |
| Balaguer                                                             | 1212                 | Balaguerius, août à novembre 1212 |
| Raimon de Periguers (Raymond de Périgueux)                           | 1213-1214            | Raymundus de Petragorgo, Petragorcs, Petra Gorice, Petra Goricis, novembre 1213 à décembre 1214 |
| Balaguer                                                             | 1215-1217            | Balaguerius, mars 1215 à 1217 (date non précisée, février ?) |
| Ramon de Cervera (Raymond de ?)                                      | 1217-1220            | Raymundo de Cervera, Cerveri, Cervaria, mars 1217 à août 1220 Commandeur d'Horta (1207), de Miravet (1209), de Castellote (1210-1211) Commandeur de Gardeny (1222-1223) Un Raymond de Cervera était commandeur de Luna (1167-1168) et d'Huesca en octobre 1171. |
| Ramon d'Anglès (Raymond d'Anglès)                                    | 1221-1225            | Raymundo de Anglesio, février 1221 à août 1225 |
| Guillem Folc (Guillaume Foulques)                                    | 1225-1230            | Guilelmus Fulchi, Fulconi, décembre 1225 à août 1230 |
| Rostain (Rostaing)                                                   | 1231-1233            | Rostaignus, Rostatgni, juillet 1231 à mars 1233 Commandeur de Tortosa (1219-1225), le même individu ? |
| Pere de Malon (Pierre Malon)                                         | 1233 - 1239          | Petrus de Malon, octobre 1233 à décembre 1239,. Commandeur de Périeis (1230), Commandeur de Saint-Gilles (1231-1232, 1243-1247), sous-commandeur en 1231 selon E.G Léonard Bernat de Montsó (Bernard de Montzon, Bernardus de Monte Sono) n'était pas commandeur du Mas Deu : Procureur (procurator) du Mas Deu (1237) puis « tenant lieu » (tenens locum) de commandeur (1239). Il sera plus tard commandeur de Perpignan (1245, septembre 1246-1248) (1249), sous-commandeur du Mas Deu (1246), commandeur du château et de la maison de Saint-Hippolyte (1255-1256).                 |
| Martín de Añesa (Martí de Nessa, Martin de Nesse)                    | 1240-1241            | Martinus de Nessa, Nissa, attesté de novembre 1240 à juin 1241. Commandeur d'Argentens (1203, 1226, 1228, 1230) Commandeur de la baillie de Toulouse (1228-1229, 1231, 1233-1236), de La Ville-Dieu (1231) |
| Berenguer de Bosc (Bérenger de Bosc)                                 | 1241 - 1244          | Berengarius de Boscho, Bosco, novembre 1241 à février 1244. Commandeur de Saragosse (1244) puis de Novillas (1245), (commanderies en Aragon). |
| Pere Eiximenis (Pedro Jiménez, Pierre Exemen)                        | 1244 - 1248          | Petrus Eissamenis, Examenes, Examenez, Exameniç, Examenis, Exameniz, Examines, Exemenes, Exemenis, Exemeniz, mars 1244 à octobre 1248. Commandeur d'Ambel (1239), Monzón (1240, 1250-1252), Gardeny (1243), et d'Añesa (1249) Joan de Pelancà (Jean de Palence, Johannes de Pelencano) n'a jamais été commandeur. En octobre 1245, il administrait (rector) la ferme destinée à l'élevage des moutons du Mas Deu |
| Guillem Destort (Guillaume de Tort)                                  | 1249 - 1252          | Guilelmus de Turdo, Torto, Destorn, attesté de décembre 1249 à février 1252. Commandeur de Barbará (1246), Gardeny (1247-1249),, València] (1252-1254). |
| Pere Eiximenis (Pedro Jiménez, Pierre Exemen)                        | 1252 - 1253          | Petrus Exameniz, Eximini, décembre 1252 à juin 1253. Il figure également dans une charte de mai 1271 (Petrus Exemeni), comme frère et chevalier, donnant son assentiment au commandeur de Perpignan (Petrus Sutor) au sujet d'un acapte. Commandeur de Monzón (1240, 1250-1252). Voir période 1244-1248 pour plus de détails. |
| Guilhem de Londres (Guillaume de Londres)                            | 1254-1257            | Guilelmus de Londres, Lundris, juin 1254 à mars 1257. Londres ⇒ Saint-Martin-de-Londres. |
| Guillem d'Alcalà                                                     | 1257-1258            | Guilelmus de Alcalano, Alqualano, d'Alcalan, août 1257 à mai 1258. Commandeur de Novillas (1246-1249), de Gardeny (1251-1252, 1254), de Huesca (1255) et de Saragosse (1256-1257). (Commanderies en Aragon et en Catalogne) |
| Bernat de Montlaur (Bernard de Montlaur)                             | 1258-1259            | Bernardus de Montelauro, Monte lauro, attesté d'août 1258 à avril 1259. Commandeur d'Alfambra (1249), de Majorque (1251), d'Aiguaviva (1252), Castelló d'Empúries (1252-1253) Commandeur de Castellote (1260), de Huesca (1263-1264) |
| Guillem de Montgrí                                                   | 1260-1265            | Guilelmus de Montegrino, attesté comme commandeur du Mas Deu entre mai 1260 et mars 1265,. Tenait lieu (tenens locum) de commandeur (sous-commandeur) de juillet 1253 à juin 1254 tout en étant commandeur de Tortosa. Commandeur de Corbins (1243), Miravet (1244), Castellote (1246), Ambel (1246-1249), Tortosa (1250-1258), Ambel et Boquiñeni (1259), Monzón (1265-1266), Alfambra (1267-1271) cumulé avec Villel (1271), Novillas (1272) et enfin Huesca (1277). |
| Ramon Desbac (Raymond de Bac, de Bacco)                              | 1265-1272            | Raymundus de Baco, Bacco, Bacho, attesté de novembre 1265 à mars 1272, Commandeur de Barberà (1256-1257), Corbins (1260), Majorque (1262-1263), València (1263-1265) Commandeur de Gardeny (1271, 1272-1274) |
| Arnau de Castellnou (Arnaud de Castelnou)                            | 1273                 | Arnaldus de Castro novo, cité en juillet 1273. Maître de la province d'Aragon et de Catalogne (1267-1278). Il s'est rendu en Orient en 1277, Pere de Montcada officiant comme lieutenant de la province durant son absence. Ramon Desbac étant commandeur de Gardeny durant cette période. |
| Ramon Desbac (Raymond de Bac)                                        | 1275-1282            | Raymundus de Baco, Bacco, Bacho, de septembre 1275 à juin 1282, Voir la période 1265-1272 |
| ?                                                                    | 1282-1285            | Pere de Camprodon, commandeur de Perpignan agit au nom du commandeur du Mas Deu en septembre 1282. On voit apparaître régulièrement Jaume Ollers mais avec le titre de Bailli du Mas Deu: Notamment en avril et mai 1282, octobre 1283 et août 1284. Ce dignitaire (Jacobus de Oleriis) n'est jamais mentionné comme commandeur du Mas Deu. Il a d'abord été commandeur d'Orla (1280), puis bailli (huissier) du Mas Deu entre 1281 et 1289 (bajuli forensis domus Mansi Dei) et enfin commandeur de Perpignan (1289-1307). Fait office de sous-commandeur du Mas Deu (fin 1304-1305) . |
| Guillem de Benages                                                   | 1285-1287            | Guilelmus de Benages, , de septembre 1285 à décembre 1287,. Commandeur de Huesca (1275), Tortosa (1276-1277), Horta (1281). |
| Ramon Desbac ?                                                       | 1288 - 1290          | Aucun acte publié par Rodrigue Tréton ne cite de commandeur (Mas Deu) de janvier 1288 à octobre 1290. On trouve encore Jaume Ollers, bailli du Mas Deu (dernière trace juillet 1289) avant de figurer comme commandeur de Perpignan (décembre 1289). Frère Arnaud Sabater de la maison du Temple de Prugnanes, interrogé en 1307 à Carcassonne, indique avoir été reçu par Ramon Desbac, commandeur du Mas Deu il y a environ 20 ans. |
| Arnau de Torroella                                                   | 1290-1291            | Arnaldus de Torrocella, Turrucella, attesté entre novembre 1290 et octobre 1291. Il n'était que vice-commandeur du Mas Deu en mars 1290. Commandeur de Villel (1279-1280, 1282), Majorque (1284), València (1286-1288), Ambel (1289). |
| Ramon Saguàrdia                                                      | 1292-1294            | Raymundus de Gardia, d'août 1292 à novembre 1294. Initialement frère à Saragosse, reçu dans l'ordre par Pere de Montcada (1274) Commandeur de Peñíscola (1295-1298) Commandeur de Puig-reig (av. 1303 ?) |
| Guillem d'Abellars                                                   | 1295-1301            | Guilelmus de Abelariis, Abelars, attesté entre mai 1295 et juin 1301,. Commandeur de Barberà (1277-1279, 1283-90), Tortosa (1280-1281), València (1291), Aiguaviva (1293), Majorque (1294). |
| ?                                                                    | 1301 - 1303          | Pas de document permettant de savoir s'il y a eu un autre commandeur. Ni à quelle date Guillem d'Abellars quitte ce poste et quand Ramon Saguardià est entré en fonction. |
| Ramon Saguàrdia (ou de Guàrdia)                                      | 1303-1310            | Raymundus de Guardia, Sagardia, R. sa Gardia, R. Zaguardia, entre juin 1303 et octobre 1307,. Il tenait lieu de commandeur d'Aragon et de Catalogne pendant le siège de Miravet (1307/08). Le pape Clément V demanda en août 1309 à ce qu'il soit transféré dans le royaume de Majorque. Interrogé en juin 1310, il vivait toujours en 1319. Voir également la période 1292-1294 |
| D'après Diplomatari del Masdéu (5 volumes, 2010) de Rodrigue Tréton, |                      | |

À la suite de la dissolution de l'ordre du Temple, la commanderie du Mas Deu fut dévolue aux Hospitaliers de l'ordre de Saint-Jean de Jérusalem, comme ce fut le cas pour la plupart des possessions templières.
| Pere Arnau de Paretstortes Prieur de Catalogne (1347-1360)                                               | 1343-1346 |
| Arnau Guitart                                                                                            | 1364-1372 |
| Francesc Xammart                                                                                         | 1385-1397 |
| Roderic de Luna                                                                                          | 1414      |
| Joan Desgarrigues (ca)                                                                                   | 1419-1424 |
| Berenger de Fontcuberta                                                                                  | 1436-1439 |
| Joan de Cardona                                                                                          | 1451-1477 |
| Joan d'Argençola                                                                                         | 1491      |
| Ramon Maignès                                                                                            | 1511      |
| Francesc Ferrer                                                                                          | 1540      |
| Miquel d'Homedes                                                                                         | 1553-1562 |
| Francesc de Remolins                                                                                     | 1574-1576 |
| Miquel d'Alentorn                                                                                        | 1593      |
| Felip de Sabater                                                                                         | 1640      |
| Nicolau Cotoner                                                                                          | 1711      |
| Georges (ou Jordi) Serra                                                                                 | 1792      |
| Liste établie selon les informations de J. Miret dans Les Cases dels templers i hospitalers a Catalunya. |           |

## Toponymie
Le nom original était Mansio Dei (la Maison de Dieu), qui passa bientôt à Mansus Dei (décliné dans certains cas, selon les documents). Ce mansus Dei, textuellement le Mas de Dieu, est devenu "el Mas Déu". Mais, depuis le XVe siècle, la forme Masdéu est documentée fréquemment. C'est la forme qui apparaît, pratiquement de manière unique, dans les documents modernes et contemporains et pratiquement toute la bibliographie spécialisée. Cependant, le géographe catalan Joan Becat propose de récupérer la forme originale avec les deux composantes qui sont exprimées séparément : le Mas Déu.